# 国道419号

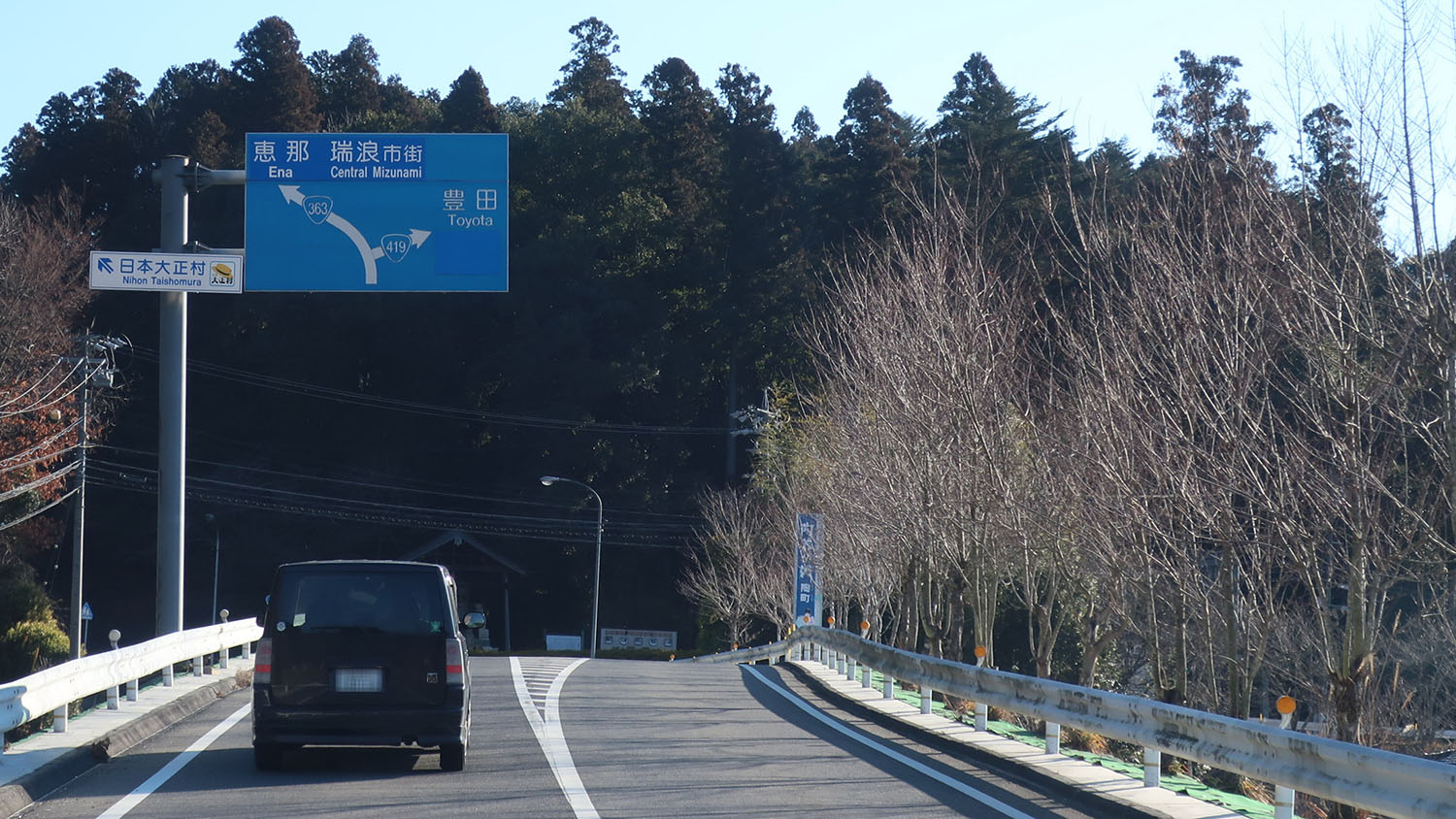
国道419号 起点
岐阜県瑞浪市陶町大川

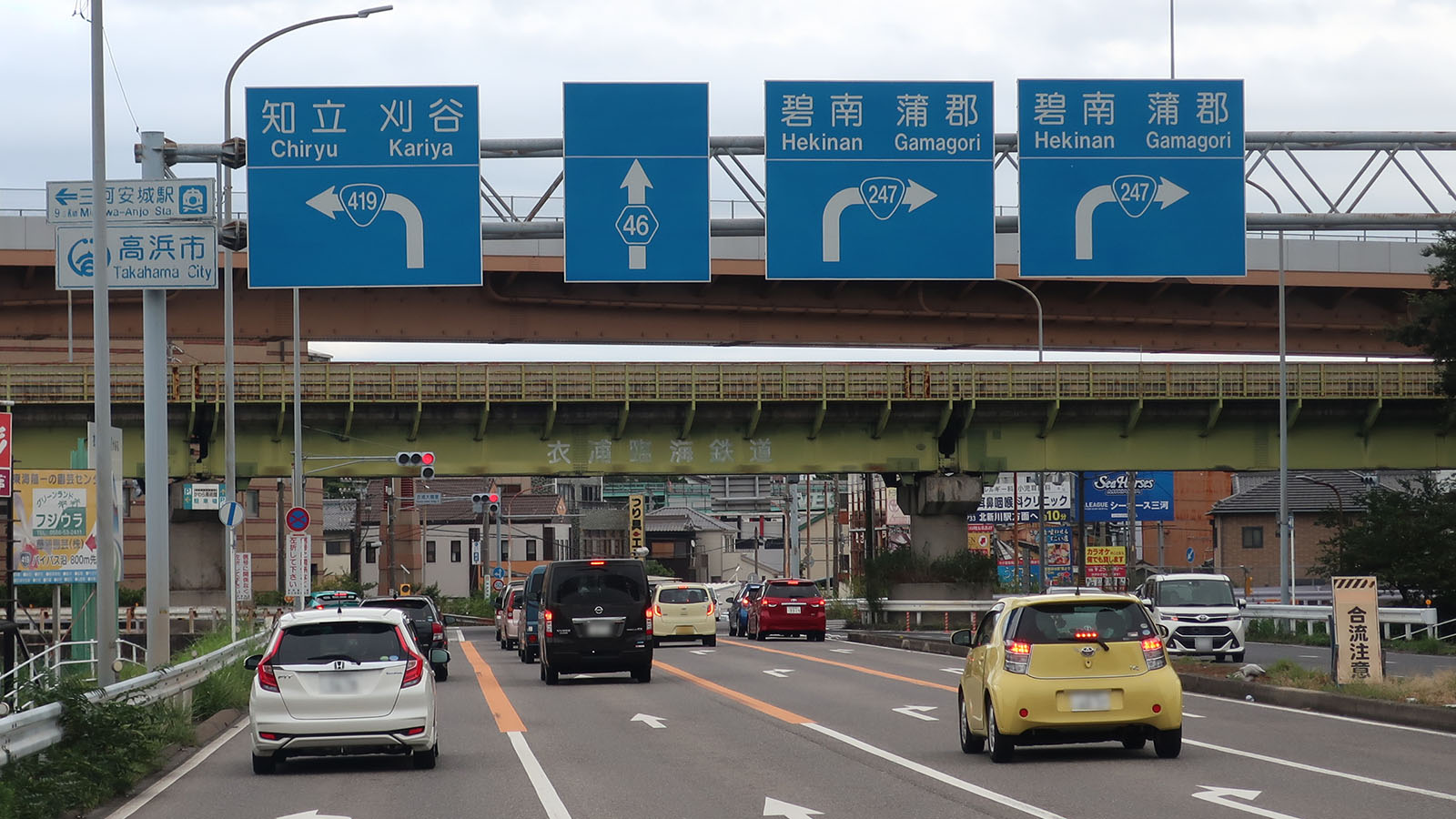
国道419号 終点
愛知県高浜市　衣浦大橋東交差点

国道419号（こくどう419ごう）は、岐阜県瑞浪市から愛知県高浜市に至る一般国道である。

## 概要
起点の瑞浪市から南下し、和紙の里（小原和紙）として知られる豊田市北部の小原地区や、藤岡地区などを経由し、豊田市中心部で 国道153号や国道155号と重複する。その後、知立市で国道1号や国道23号（知立バイパス）と交差し、高浜市の衣浦港付近に至る路線であり、片側1車線以上の道路が整備されている。
そのうち、国道155号との重複区間から終点の高浜市までは地域高規格道路の衣浦豊田道路（都市計画道路：衣浦豊田線）の構成区間で、その一部分である豊田市生駒町から知立市新林町の約4.3 kmは一般有料道路：衣浦豊田道路として供用されている。
終点の衣浦大橋東交差点においては、国道247号と交わる交通の要衝であることから、慢性的な交通渋滞が発生するとともに、「事故危険箇所」に指定されていた。そこで、3つの交差点をまたいで、南北方向を直進立体化する「高浜高架橋」を整備し、2018年（平成30年）3月24日に開通したことで、国道247号との接続が、終点の衣浦大橋東交差点を経由せず通行できるようになった。

### 路線データ
一般国道の路線を指定する政令に基づく起終点および重要な経過地は次のとおり。
- 起点：瑞浪市（陶町大川 = 国道363号交点）
- 終点：高浜市（衣浦大橋東交差点 = 国道247号交点）
- 重要な経過地：愛知県西加茂郡藤岡町[注釈 2]、豊田市、知立市、刈谷市（野田町）
- 総延長 : 79.0 km（岐阜県 2.8 km、愛知県 76.2 km）重用延長、未供用延長を含む。[5][注釈 3]
- 重用延長 : 15.6 km（岐阜県 - km、愛知県 15.6 km）[5][注釈 3]
- 未供用延長 : 0.1 km（岐阜県 - km、愛知県 0.1 km）[5][注釈 3]
- 実延長 : 63.4 km（岐阜県 2.8 km、愛知県 60.5 km）[5][注釈 3]
  - 現道 : 61.2 km（岐阜県 2.8 km、愛知県 58.3 km）[5][注釈 3]
  - 旧道 : なし[5][注釈 3]
  - 新道 : 2.2 km（岐阜県 - km、愛知県 2.2 km）[5][注釈 3]
- 指定区間：なし[6]

## 歴史
- 1982年（昭和57年）4月1日 - 一般国道419号を路線指定施行。前身は主要地方道12号豊田瑞浪線の一部[注釈 4]と主要地方道49号知立高浜線。
- 2015年（平成27年）4月1日 - 豊田市駒場町から同市神田町の国道155号一部区間が、当路線への路線番号変更となる[7]。
- 2018年（平成30年）3月24日 - 終点の衣浦大橋東交差点付近に、南北方向を直進立体化する｢高浜高架橋｣が整備され開通する[3]。

## 路線状況

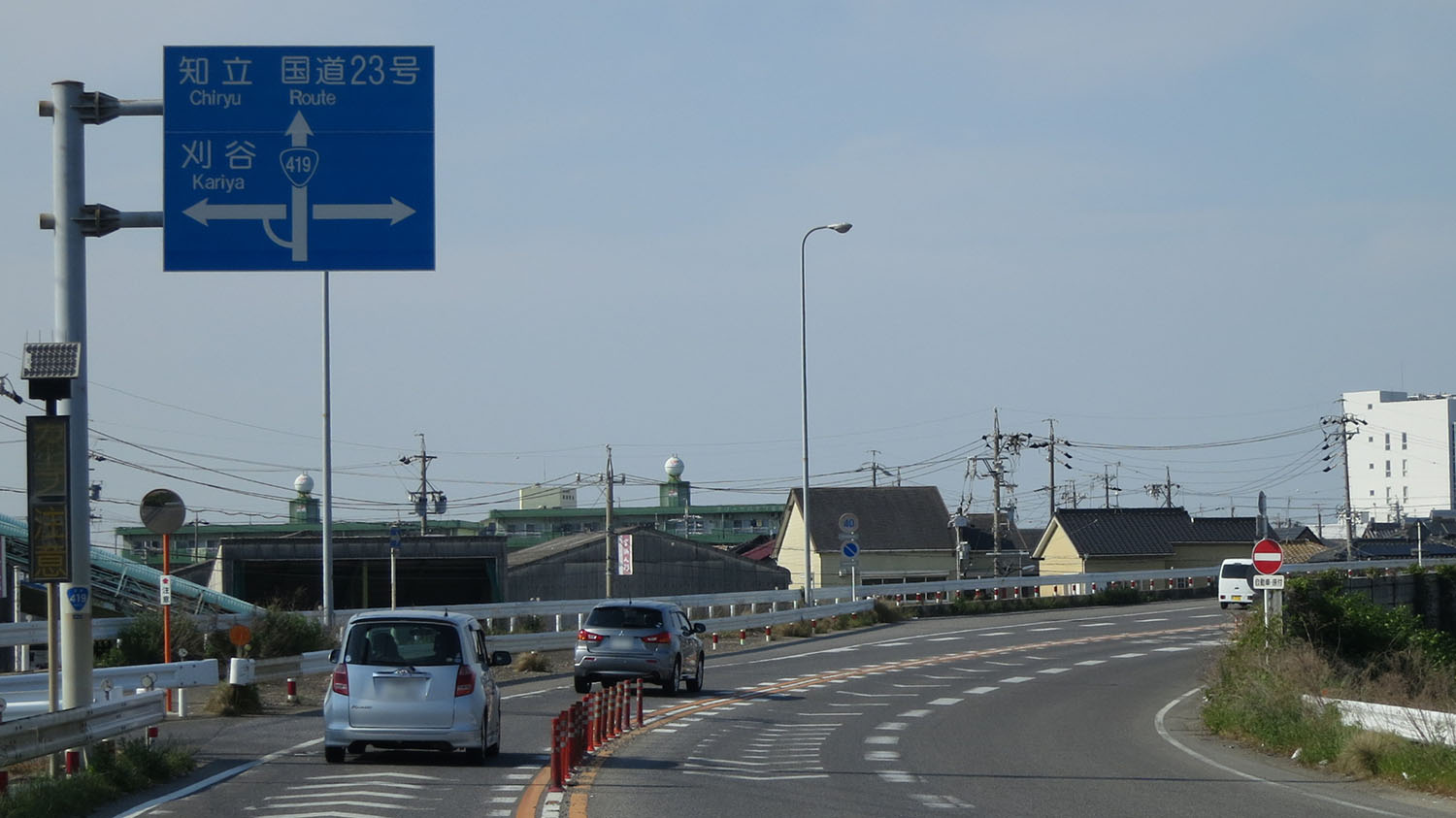
愛知県高浜市春日町
（2013年5月撮影）

### 別名
- 刈谷街道（刈谷市）
- 豊田南北線（豊田市）
- 衣浦豊田道路（都市計画道路：衣浦豊田線、豊田市から高浜市までの一部）

### 重複区間
- 国道153号・国道420号（愛知県豊田市・陣中町1丁目北交差点 - 豊田市・挙母町1丁目北交差点）
- 国道248号（愛知県豊田市・挙母町1丁目北交差点 - 豊田市・西町5丁目交差点）
- 国道155号（愛知県豊田市・駒場町向金交差点 - 豊田市・駒場町朝日交差点）

### 有料道路

衣浦豊田道路
有料区間の出口付近
愛知県知立市新林町

- 衣浦豊田道路（豊田市生駒町 - 知立市新林町）

### インターチェンジなど
- 衣浦豊田道路
  - 生駒IC（国道155号：豊田南バイパス）
  - 八橋IC
  - 牛田IC（国道1号）
  - 新林IC
- 国道23号（知立バイパス）西中IC
- 松栄町（立体交差点）

　松栄インター
- （この間、暫定平面供用区間）
- 大山緑地北（立体交差点）

　大山緑地北インター

## 地理

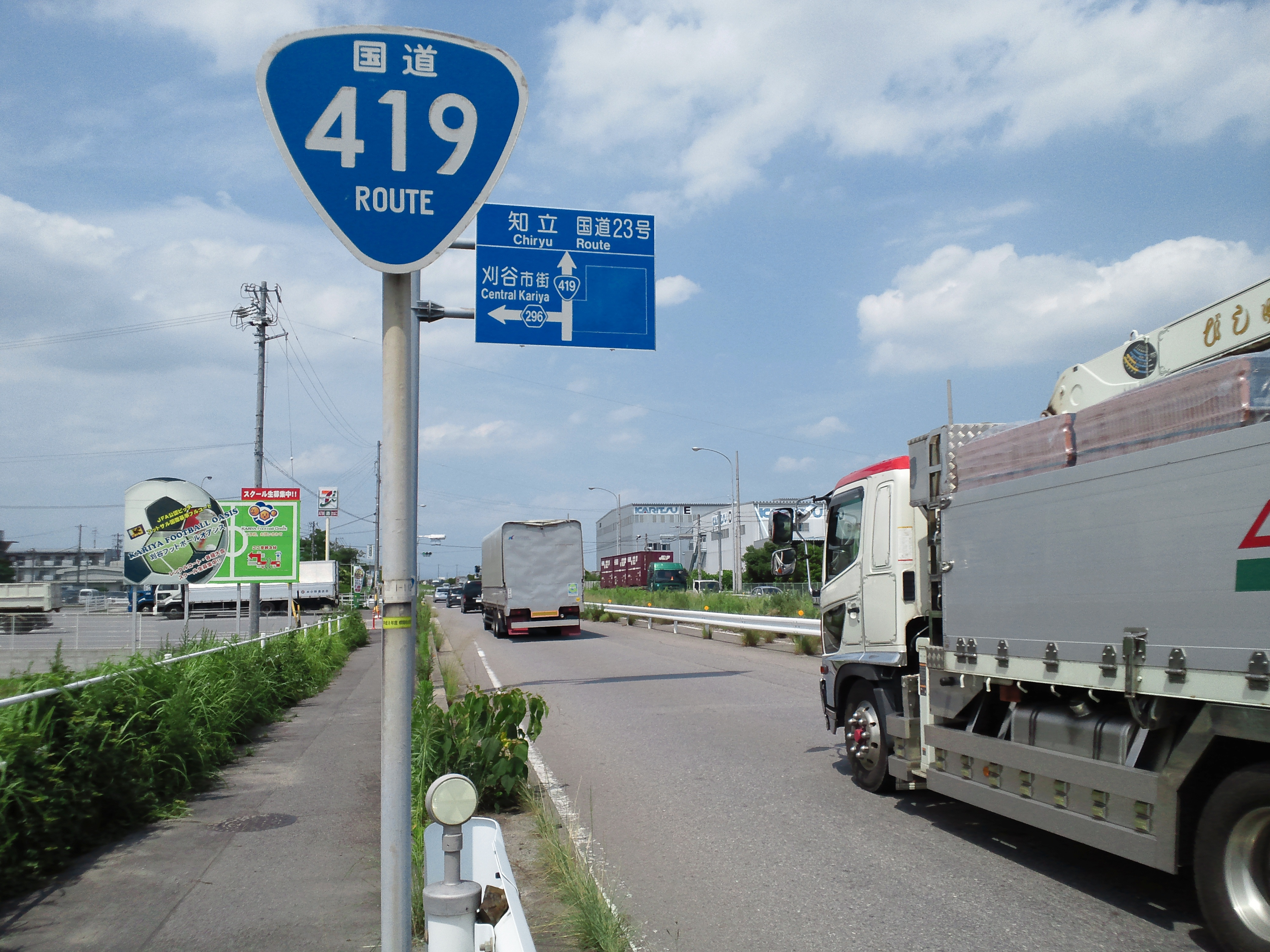
刈谷市小垣江町
（2012年7月撮影）

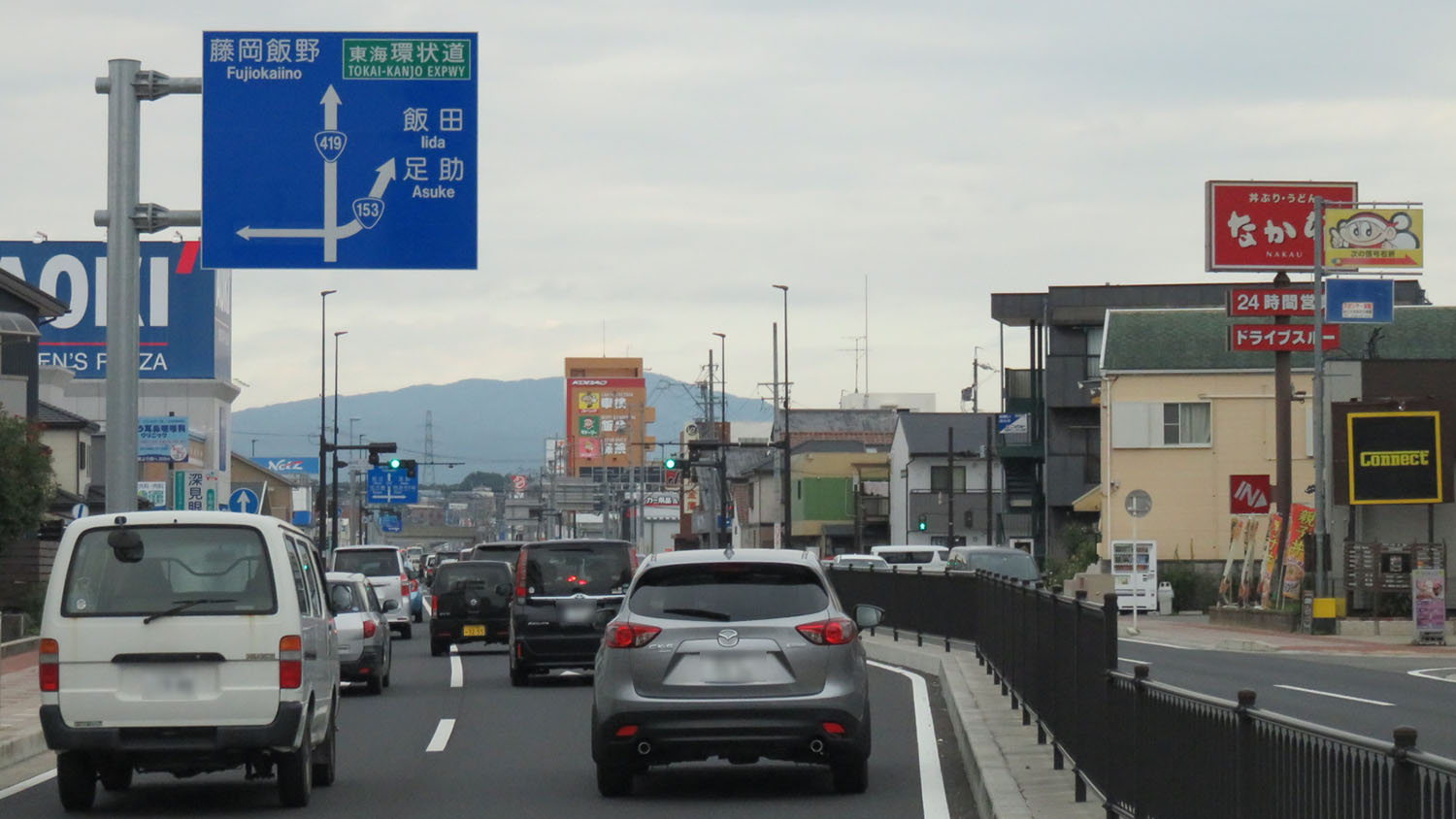
国道153号との分岐
愛知県豊田市陣中町

### 通過する自治体
- 岐阜県
  - 瑞浪市
- 愛知県
  - 豊田市 - 知立市 - 刈谷市 - 高浜市

### 交差する道路
- 国道363号（瑞浪市起点）
- 中山IC ： 猿投グリーンロード（豊田市西中山町）
- 国道153号、国道420号（豊田南北線）（豊田市・陣中町1丁目北交差点）
- 国道248号（豊田南北線）（豊田市挙母町1丁目）
- 国道155号、国道248号（豊田市西町3丁目）
- 国道153号、国道155号（豊田市・西町4丁目交差点）
- 生駒IC ： 衣浦豊田道路
- 国道1号（知立市・宮腰交差点）
- 国道155号（知立市・西町交差点）
- 国道23号（知立バイパス）（知立市・宮腰交差点）
- 国道247号（高浜市・衣浦大橋東交差点）　（衣浦大橋）